# Гринева, Ирина Евгеньевна
Ирина Евгеньевна Гринева (26 апреля 1922, Слуцк, Слуцкий уезд, Белорусская ССР — 2013, Тула, Россия) — советский, российский литературовед, кандидат филологических наук (1948), доцент, толстовед, один из организаторов Международных Толстовских чтений, член редколлегии «Толстовских сборников», член Тульского добровольного историко-просветительского и правозащитного общества «Мемориал», автор ряда очерков «Тульского биографического словаря».

## Биография
Ирина Евгеньевна Гринева родилась 26 апреля 1922 года в городе Слуцке Минской области (ныне территория Республики Беларусь) с осени того же года проживала в Туле. Мать, Инна Петровна Гринева, происходившая из семьи разночинцев, известна в городе Туле как основатель (1944) и первый декан (1944-1946) факультета иностранных языков Тульского государственного педагогического института, в котором заведовала кафедрой немецкого языка. Отец, Евгений Кириллович Гринев, экономист, был репрессирован во время Большого террора: по традиционному в то время обвинению в шпионаже приговорен к расстрелу, который 9 апреля 1938 года был приведен в исполнение. Прощаясь при аресте, Е.К. Гринев велел жене и дочери жить так, чтобы друзья не жалели, а враги не радовались. Слова отца стали для И.Е. Гриневой духовным завещанием на всю последующую жизнь.
В 1940 году И. Гринева окончила среднюю школу № 6 г. Тулы. Студенческие годы (1940-1944) И. Е. Гриневой совпали с периодом Великой Отечественной войны. С июля по октябрь 1943 года, во время каникул, студентка факультета русского языка и литературы Тульского государственного педагогического института Ирина Гринева проехала от станции Лазаревской до города Чернигова с пехотной дивизией, работая в войсковом клубе и газете «В бой за Родину». В 1947 году И.Е. Гринева окончила аспирантуру при кафедре русской литературы Московского педагогического института им. В.И. Ленина. В декабре 1948 года И.Е. Гринева успешно защитила кандидатскую диссертацию на тему «Роман Л.Н. Толстого «Анна Каренина» (научный руководитель Н.Ф. Бельчиков).
С 1 января 1948 года по июль 1988 года Ирина Евгеньевна — доцент кафедры литературы ТГПУ им. Л. Н. Толстого. Научные интересы И.Е. Гриневой в течение всей жизни были связаны с творчеством всемирно известного писателя Л.Н. Толстого.

## Основные работы
- «Война и мир» Л.Н. Толстого: (заметки о мастерстве и стиле)
- Воспоминания  о Н.Н. Гусеве // Яснополянский сборник — 2002: ст., материалы публикации. — Тула, 2003.
- Глазами друга: (к вопросу о худож. структуре романа Л.Н. Толстого «Анна Каренина/Проблемы мастерства писателя: [сб. ст.] / Тул. гос. пед. ин-т им. Л. Н. Толстого. — Тула, 1975. — С. 123-134.
- Изучение творчества Л.Н. Толстого в Тульском педагогическом институте имени Л.Н. Толстого / Яснополянский сборник. Год 1960: ст. и материалы / Музей-усадьба Л.Н. Толстого «Ясная Поляна».   — Тула, I960. — С. 203-208.
- Князь Василий Куракин Яснополянский сб.: ст., материалы, публикации / Музей усадьба «Ясная Поляна» , Гос. музей Л.Н. Толстого. — Тула, 1972. — С. 125-134.
- Мастерство  Л.Н. Толстого-обличителя произведениях 900-х годов / Толстовски сборник: ст. и материалы / Тул. гос. пед. ин-т им. Л.Н. Толстого. — Тула, 1962. — С. 47-63.
- Молодой     Толстой — читатель русских журналов 1850-х годов / Яснополянский сборник 2004: ст., материалы, публикации. — Тула, 2004. — С. 151-159.
- Наш Толстой / Из опыта преподавания литературы в высшей школе: сб. ст. / Тул. гос. пед. ин-т им. Л.Н. Толстого. — Тула, 1973 [вып. дан 1974]. — Вып. 2. — С. 46-55.
- Проблема отцов и детей в романе Л.Н. Толстого «Анна Каренина» / Толстовский сб. / Тул. гос. пед. ин-т им. Л.Н. Толстого. — Тула, 1976. — Вып. 6: докл. и сообщ. XII и XIII Толстовских чтений. — С. 49-60.
- Проблема отцов и детей в романе Л.Н. Толстого «Война и мир» / Толстовский сб. / Тул. гос. пед. ин-т им. Л.Н. Толстого. — Тула, 1973 [вып. дан 1974]. —     Вып. 5: докл. и сообщ. XII Толстовских чтений. — С. 3-13.
- Проблема отцов и детей в романе Л.Н. Толстого «Воскресение» / Толстовский сб. / Тул. гос. пед. ин-т им Л.Н. Толстого. — Тула, 1978. — С. 48-53.
- Работа Л.Н. Толстого над центральными образами романа «Анна Каренина» / И.Е. Гринева // Ученые записки / Тул. пед. ин-т. — Тула, 1955.— Вып. 6. — С. 187-214.
- Реалистические традиции Пушкина в прозе Л.Н. Толстого 50-х годов / И.Е. Гринева // Толстовский сб.: тез. докл. и сообщ. к Толстовским чтениям / Тул. гос. пед. ин-т им. Л.Н. Толстого. — Тула, 1964. — С. 196-210.
- Тема искусства в романе Л.Н. Толстого «Война и мир» / И.Е. Гринева // Толстовский сб. / Тул. гос. пед. ин-т им. Л.Н. Толстого. — Тула, 1967. — [Вып. 3]: докл. и сообщ. V и VI Толстовских чтений. — С. 34-51.
- Л.Н. Толстой — мастер сатирического портрета / И.Е. Гринева // Толстовский сборник / Тул. гос. пед. ин-т им. Л.Н. Толстого. — Тула, 1970. — [Вып. 4]: докл. и сообщ. VII и IX Толстовских чтений. — С. 51-66.
- Толстой и Тула (1918-1928)/ Тезисы докладов научной конференции     профессорско-преподавательского состава института по итогам 1966 г. —     Тула, 1966. — С. 70-71.

Работы И. Е. Гриневой в библиографических указателях
- Работа Л.Н. Толстого над центральными образами романа «Анна Каренина». – «Ученые записки Тульского Гос. педагогического института». Вып. 6. Тула, 1955, стр. 187 – 213.
- Яснополянский сборник. Литературно-критические статьи и материалы о жизни и творчестве Л.Н. Толстого. Тула, Кн. изд-во, 1955, 335 стр., с илл.; 1 л. портр. (Музей-усадьба Л.Н. Толстого Ясная Поляна).
- Рец.: И. Гринева. – «Коммунар» (Тула), 1956, 20 июня. Библиография литературы о Л.Н. Толстом.
- 1917 – 1958 / сост.: Шеляпина Н.Г., Дрибинский А.М., Ершова О.Е., Покровская Н.А., Усачева А.С., Шумова Б.М.. – М.: Изд-во Всесоюзной книжной палаты, 1960. – С. 514, 533.

## Средства массовой информации о И.Е. Гриневой
- За педагогические кадры: [газ. ТГПУ им. Л.Н. Толстого].– 1959. – 21 февр.
- Педагог, ученый, общественница // За педагогическиекадры: [газ. ТГПУ им. Л.Н. Толстого]. – 1972. – 20 апр.
- Носкова, Л. Хранители огня / Л. Носкова // Коммунар. –1988. – 21 февр.
- Верцанова, Т. Дар музею и людям / Т. Верцанова// Коммунар. – 1994. – 15 дек.
- На редкость счастливый человек: [беседа с И.Е. Гриневой] / И.Е. Гринева; вела М. Горчакова // Тула. —2002. —27 апр. — С. 5 : фото.
- Щеглов, С. Щедрость и скромность / С. Щеглов // Тула. –2007. – 26 апр. – С. 16.

## Некрологи
- Ирина Евгеньевна Гринева: [некролог] // Тульские известия. – 2013. – 3 дек.
- Ирина Евгеньевна Гринева: [некролог] // Тул. Молодой коммунар. – 2013. – 3 дек. – С. 16.
- Ирина Евгеньевна Гринева: [ некролог] // Тула. – 2013. –10 дек. – С. 104.
- Щеглов, С. Памяти Ирины Евгеньевны Гриневой / Сергей Щеглов // Книга памяти жертв политических репрессий в Тульской области 1917 – 1987 гг.. – Тула: Гриф и К, 2014. – Том пятый. - С. 391-395.